# تومویوکی هیگوچی (صداپیشه)
تومویوکی هیگوچی (انگلیسی: Tomoyuki Higuchi; ۱۳ نوامبر ۱۹۸۴ – ) صداپیشه اهل ژاپن بود. وی از سال ۲۰۰۰ میلادی تاکنون مشغول فعالیت بوده‌است.